# Kiss Alive! 1975–2000
Kiss Alive! 1975–2000 – album kompilacyjny amerykańskiej grupy rockowej KISS, zawiera 4 płyty CD. Został wydany w listopadzie 2006 roku.

## Utwory
1. Alive!
2. Alive II z dodatkowym utworem, singlową wersją "Rock and Roll All Nite".
3. Alive III z dodatkowym utworem, koncertową wersją "Take it off".
4. Alive! The Millennium Concert (pierwotny tytuł Alive IV):
  1. „Psycho Circus”
  2. „Shout It Out Loud”
  3. „Deuce”
  4. „Heaven’s on Fire”
  5. „Into the Void”
  6. „Firehouse”
  7. „Do You Love Me? ”
  8. „Let Me Go, Rock 'n' Roll”
  9. „I Love It Loud”
  10. „Lick It Up”
  11. „100,000 Years”
  12. „Love Gun”
  13. „Black Diamond”
  14. „Beth”
  15. „Rock and Roll All Nite”
  16. „2000 Man (Best Buy edition bonus track)”
  17. „God of Thunder (Best Buy edition bonus track)”
  18. „Detroit Rock City (iTunes Bonus Track)”